# دان كولتي
دان كولتي (بالفرنسية: Dan Collette)‏ (2 أبريل 1985 بلوكسمبورغ في لوكسمبورغ - ) هو لاعب كرة قدم لوكسمبورغي في مركز الوسط. شارك مع منتخب لوكسمبورغ لكرة القدم. أما مع النوادي، فقد لعب مع جينيس إيسش وFC Erpeldange 72 ‏ وFC UNA Strassen ‏ وFC Swift Hesperange ‏.

## وصلات خارجية
- دان كولتي على موقع الاتحاد الدولي (مؤرشف)  (الإنجليزية)
- دان كولتي على موقع الاتحاد الأوربي (الإنجليزية)
- دان كولتي على موقع قاعدة بيانات كرة القدم.إي يو (الإنجليزية)
- دان كولتي على موقع ناشيونال فوتبول تيمز (الإنجليزية)